# 豪尔赫·奥泰萨
豪尔赫·奥泰萨（Jorge Oteiza，1908年10月21日—2003年4月9日）是巴斯克地区出身的西班牙文学家、雕塑家和理论家。

## 生平
1908年出生于奥里奥。内战爆发前的1935年移居南美洲，先后在玻利維亞、哥伦比亚、阿根廷和智利居住，1948年回国。其间投入艺术创作，其作品为20世纪下半期的前卫艺术开辟了先河。1957年被授于第四届圣保罗双年展雕刻作品的世界大奖。
1959年后，他停止了艺术创作，将精力集中于巴斯克文化研究，领导了一些捍卫巴斯克文化的运动。1988年在马德里、毕尔巴鄂和巴塞罗那举行了盛大的作品回顾展。1998年被巴斯克大学授予荣誉博士称号。

## 作品

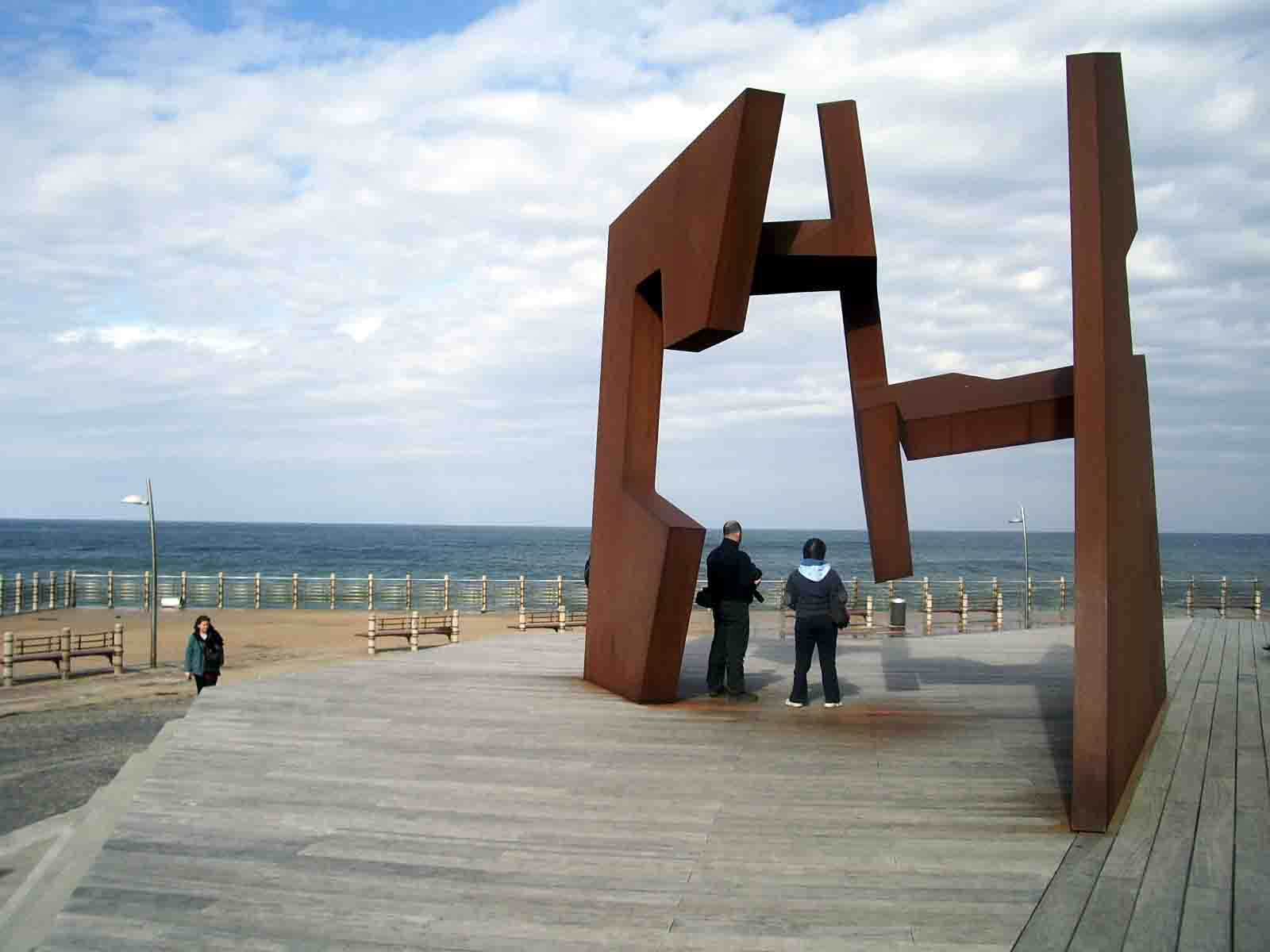
《空虚的架构》 （圣塞瓦斯蒂安）
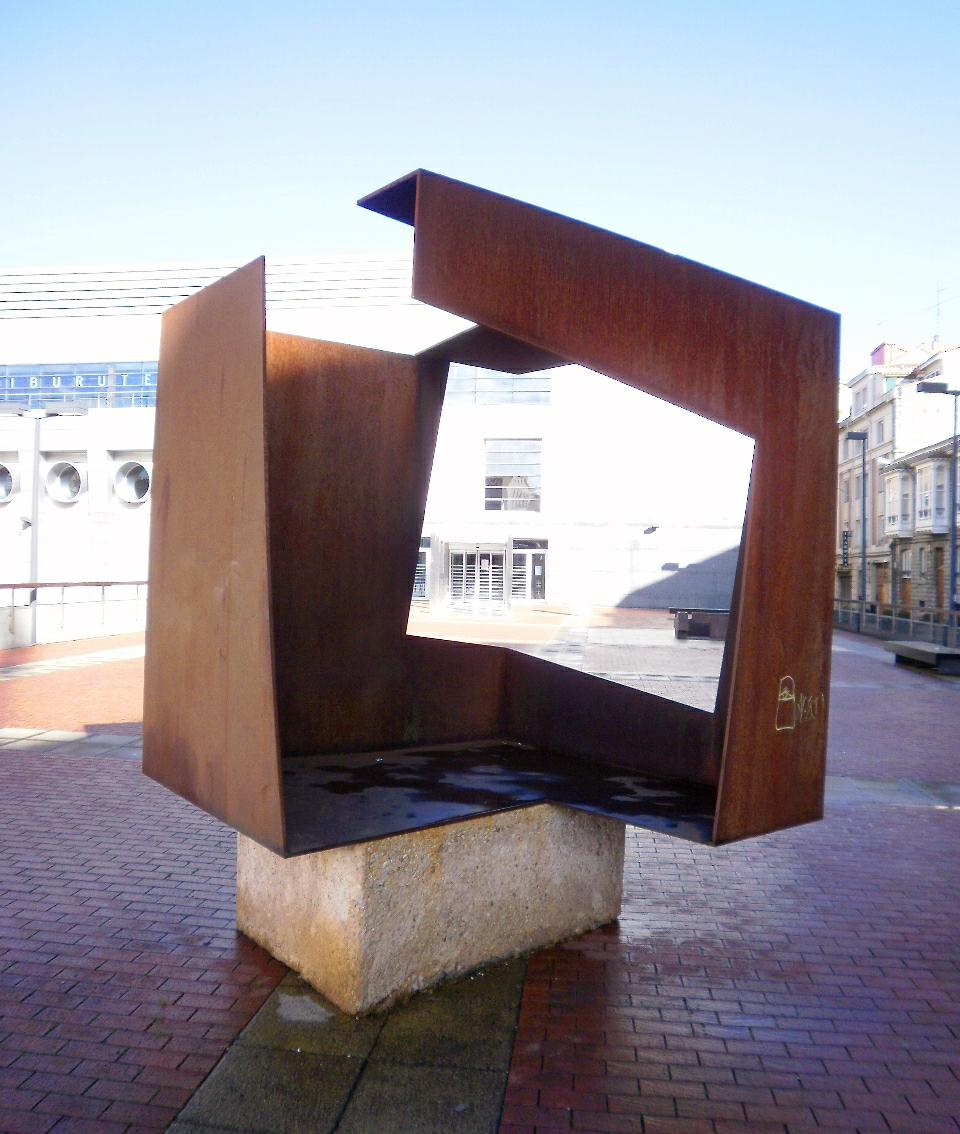
《望台》 （维多利亚）
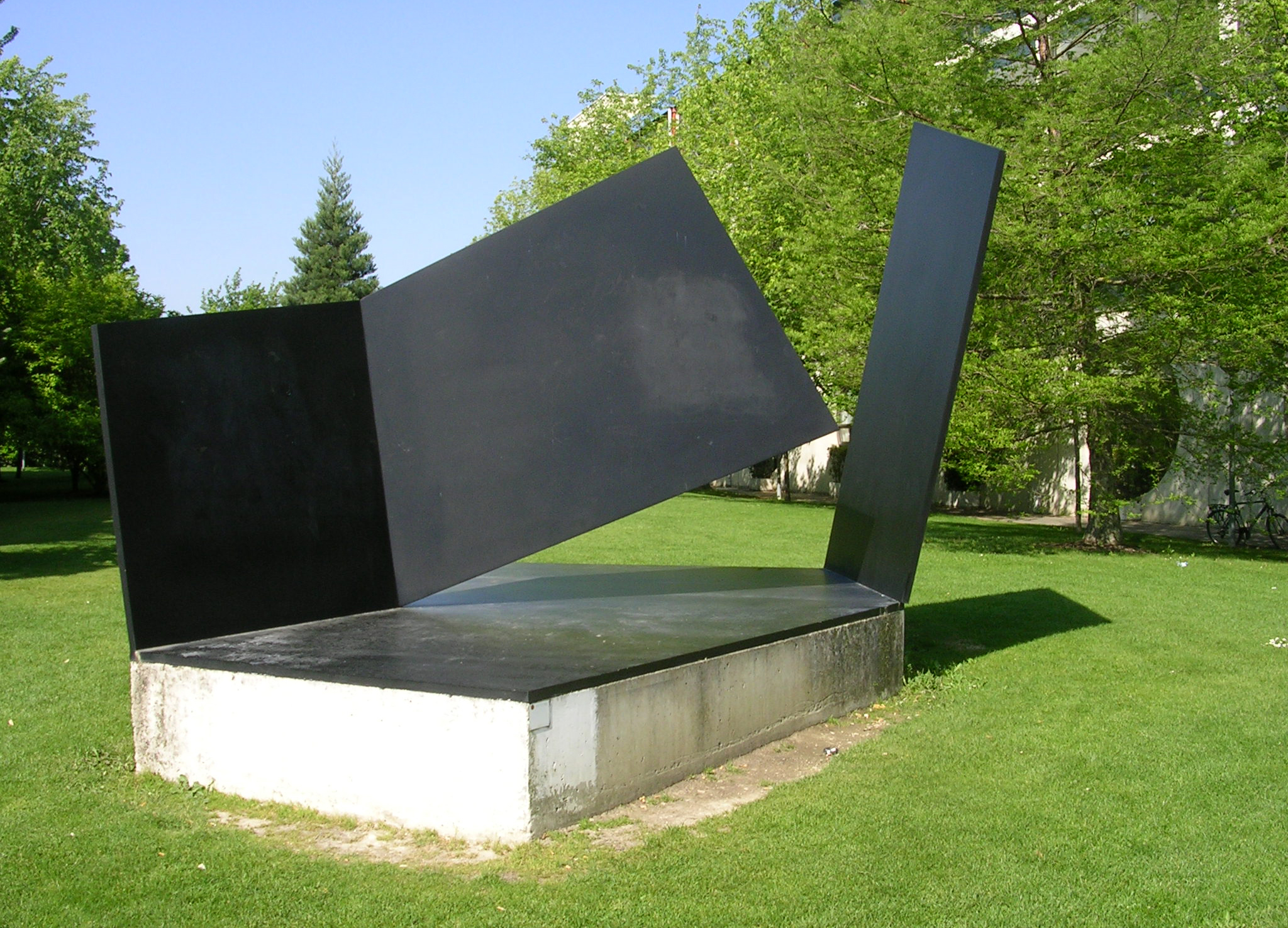
《两个二面体的对比：向萨恩斯·德奥伊萨致敬》 （奥泰萨博物馆）
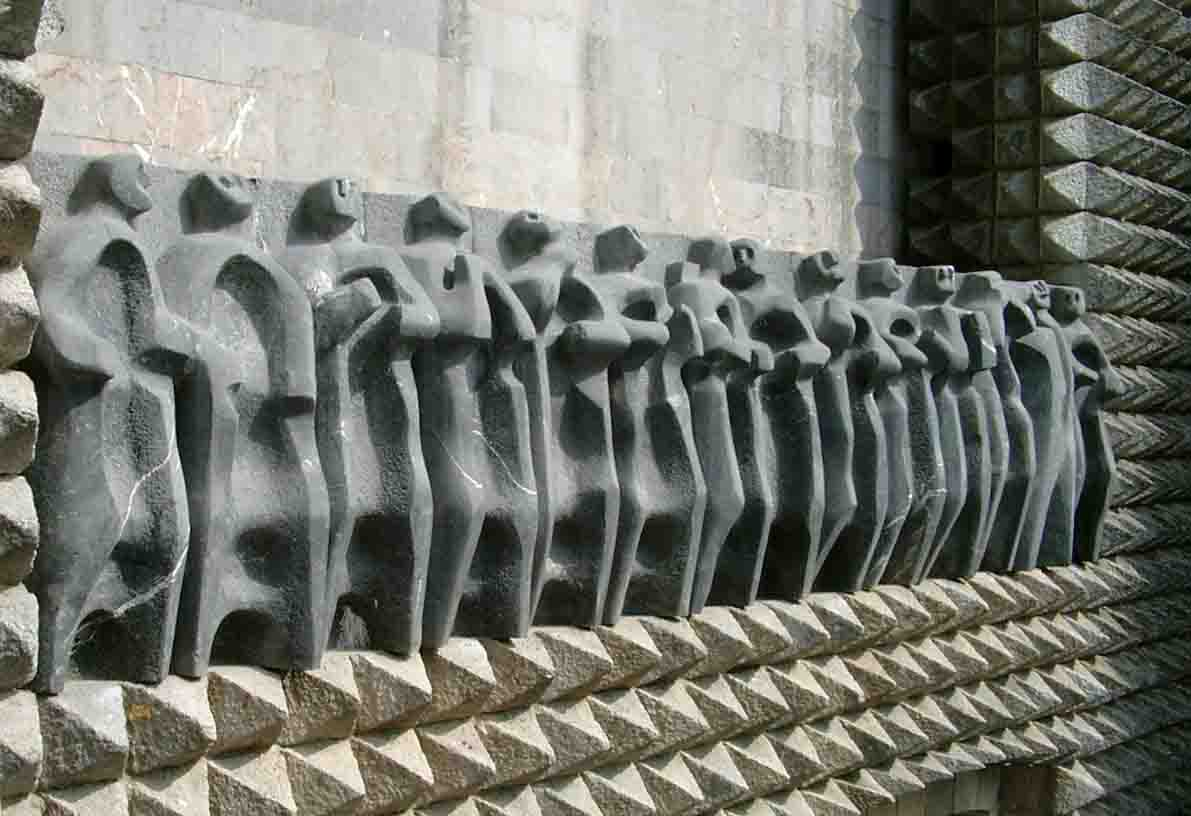
《14人信徒》 （奥尼亚蒂阿兰萨苏圣堂）